# 張爾木
張爾木（？—?），字毓華，山東兖州府任城衛人，籍于郓城县。明朝政治人物。

## 生平
少负气节，每以天下事为己任。万历二十八年庚子科山东乡试舉人，二十九年（1601年）登辛丑科进士，初授安阳县知县，政尚严明，执法循理，不为权贵所扰。治盗不敢入境，甫考满，以疾卒于官，百姓哀慕之，如丧考妣。著有《曆數萬年燈》行于世。